# Calauan
Calauan (Bayan ng Calauan) är en kommun i Filippinerna. Kommunen ligger på ön Luzon, och tillhör provinsen Laguna. Folkmängden uppgår till 43 284 invånare.

## Barangayer
Calauan är indelat i 17 barangayer:
| - Balayhangin - Bangyas - Dayap - Hanggan - Imok - Lamot 1 - Lamot 2 - Limao - Mabacan | - Masiit - Paliparan - Perez - Kanluran (Pob.) - Silangan (Pob.) - Prinza - San Isidro - Santo Tomas |